# Simón Sánchez Montero
Simón Sánchez Montero (Nuño Gómez, Toledo, 31 de juliol de 1915 - Madrid, 30 de març de 2006) va ser un polític espanyol, destacat dirigent del Partit Comunista d'Espanya (PCE). De família camperola, va emigrar a Madrid en 1927, on va treballar com a sastre i forner. Durant la II República es va afiliar al sindicat de forners de la UGT i en 1936 al PCE. Va combatre durant la Guerra Civil Espanyola en el bàndol republicà, enquadrat en un batalló sindical de forners. En finalitzar la contesa va fugir a Sevilla, regressant a Madrid en 1944. Un any més tard va ser detingut i empresonat per la dictadura franquista, romanent a la presó fins a 1952. En 1954 va ser escollit membre del Comitè Central del PCE, i en 1956, del Comitè Executiu, juntament amb Luis Lucio Lobato.
Considerat un dels màxims responsables del Partit Comunista en la clandestinitat, fou novament detingut en 1959, i empresonat fins a 1966. Les circumstàncies que van envoltar aquesta detenció, esdevinguda el 17 de juny de 1959, són relatades per Jorge Semprún en el seu llibre Autobiografía de Federico Sánchez.
D'igual forma va passar alguns períodes interromputs a la presó entre 1973 i 1976, poc abans de la legalització del PCE. Va donar tota la trajectòria política i programàtica de la direcció del Partit, des de l'estalinisme a l'eurocomunisme. Fou un dels set dirigents del PCE detinguts juntament amb Santiago Carrillo Solares el 22 de desembre de 1976, per tal de forçar Adolfo Suárez a legalitzar el PCE.
Després de les Eleccions Generals de 1977, va ser elegit diputat per Madrid, càrrec que renovà a les eleccions de 1979. Va romandre en la direcció del PCE fins al XIII Congrés, en 1991, quan l'abandona juntament amb altres membres dels anomenats renovadors.
Va escriure Qué es el comunismo (1976, editorial La Gaya Ciencia), Partido Comunista de España, El Estado y las nacionalidades, ¿Es posible el socialismo? i Camino de Libertad (1997), les seves memòries polítiques.